# Gustav Grabolle
Gustav Leopold Grabolle (* 18. Januar 1993 in Weimar) ist ein deutscher Schauspieler.
Grabolle spielte von Anfang Januar 2008  bis Juni 2010 in der Kinder- und Jugendserie Schloss Einstein die Rolle des Hannes Borchers. Unter anderem spielte er 2007 in der Fernsehserie Ein Engel für alle – Das Findelkind die Rolle des Tim. 2008 sah man ihn in der KI.KA-Serie krimi.de – Chatgeflüster.
Grabolle studierte Mathematik, Logik und Wissenschaftstheorie und arbeitet derzeit am Institut für Informatik der Universität Leipzig.

## Filmografie
- 2006: Unsere zehn Gebote (Rolle: Rollo)
- 2006: Ein Engel für alle (zweite Staffel) (Rolle: Goran)
- 2007: Ein Engel für alle (dritte Staffel) (Rolle: Tim)
- 2007: Hallo Robbie!
- 2008–2010: Schloss Einstein (Rolle: Hannes Borchers)
- 2008: krimi.de (Folge: Chatgeflüster)

## Theater
- 2005–2006: Die Räuber (Regie: Felix Ensslin) (Rolle: fiktives Kind)